# 大水浴図 (ルノワールの絵画)
『大水浴図』（だいすいよくず、Les Grandes BaigneusesまたはThe Large Bathers）は、ピエール＝オーギュスト・ルノワールが1884年から1887年にかけて描いた絵画。この絵はフィラデルフィアのフィラデルフィア美術館に所蔵されている。